# Acido fluorosilicico
L'acido fluorosilicico è un acido complesso molto instabile, composto da fluoro e silicio.
Viene prodotto per reazione dell'acido fluoridrico con la silice:
{\displaystyle {\ce {SiO2\ +\ 6HF\to H2SiF6\ +\ 2H2O}}}
Questo acido, in forma anidra, si decompone rapidamente in tetrafluoruro di silicio e in acido fluoridrico, tuttavia in soluzione è abbastanza stabile. È un prodotto di scarto dell'industria dei fertilizzanti, pericoloso per l'ambiente; è utilizzato, in piccole quantità, nella fluorazione delle acque potabili.